# Купер, Питер
Пи́тер Ку́пер (англ. Peter Cooper; 12 февраля 1791[…], Нью-Йорк, Нью-Йорк — 4 апреля 1883[…], Нью-Йорк, Нью-Йорк) — американский изобретатель, промышленник и филантроп.

## Биография
Родился 12 февраля 1791 года в Нью-Йорке и происходил от голландских и английских гугенотов. Был пятым ребёнком Джона Купера, служившего в методистской церкви в Ньюбурге, штат Нью-Йорк.
Вырос в бедности, был занят на разных работах — был пивоваром и бакалейщиком. Уже в юности задумывался над способами облегчить труд человека. В 1821 году Купер купил в Манхэттене за $2000 фабрику по производству клея, имея доступ к недорогому сырью из близлежащих скотобоен. Бизнес стал весьма успешным, принося в течение многих лет прибыль порядка в $10000 долларов (в настоящее время эта сумма эквивалентна примерно $200000). Кроме клея фабрика стала производить прочую продукцию на его основе, поставляя продукцию кожевенным и красильным предприятиям.

Подпись Купера

Разбогатев, Питер Купер пожертвовал 800 тысяч долларов на организацию целого ряда образовательных учреждений для рабочего класса. В основанном им в Нью-Йорке так называемом Куперовском институте бесплатно читались различные курсы технических знаний. При институте были организованы библиотеки, читальный зал, музеи изобретений, химическая лаборатория, физический кабинет, бесплатные школы гравирования и фотографии. Его речи изданы под заглавием: Ideas for a science of good government in addresses, letters and articles (1883).
На выборах 1876 года 85-летний Купер баллотировался в президенты США от маргинальной Партии гринбекеров, но набрал не более 1 % голосов.
Умер 4 апреля 1883 года в Нью-Йорке. Похоронен на кладбище Грин-Вуд.

### Семья

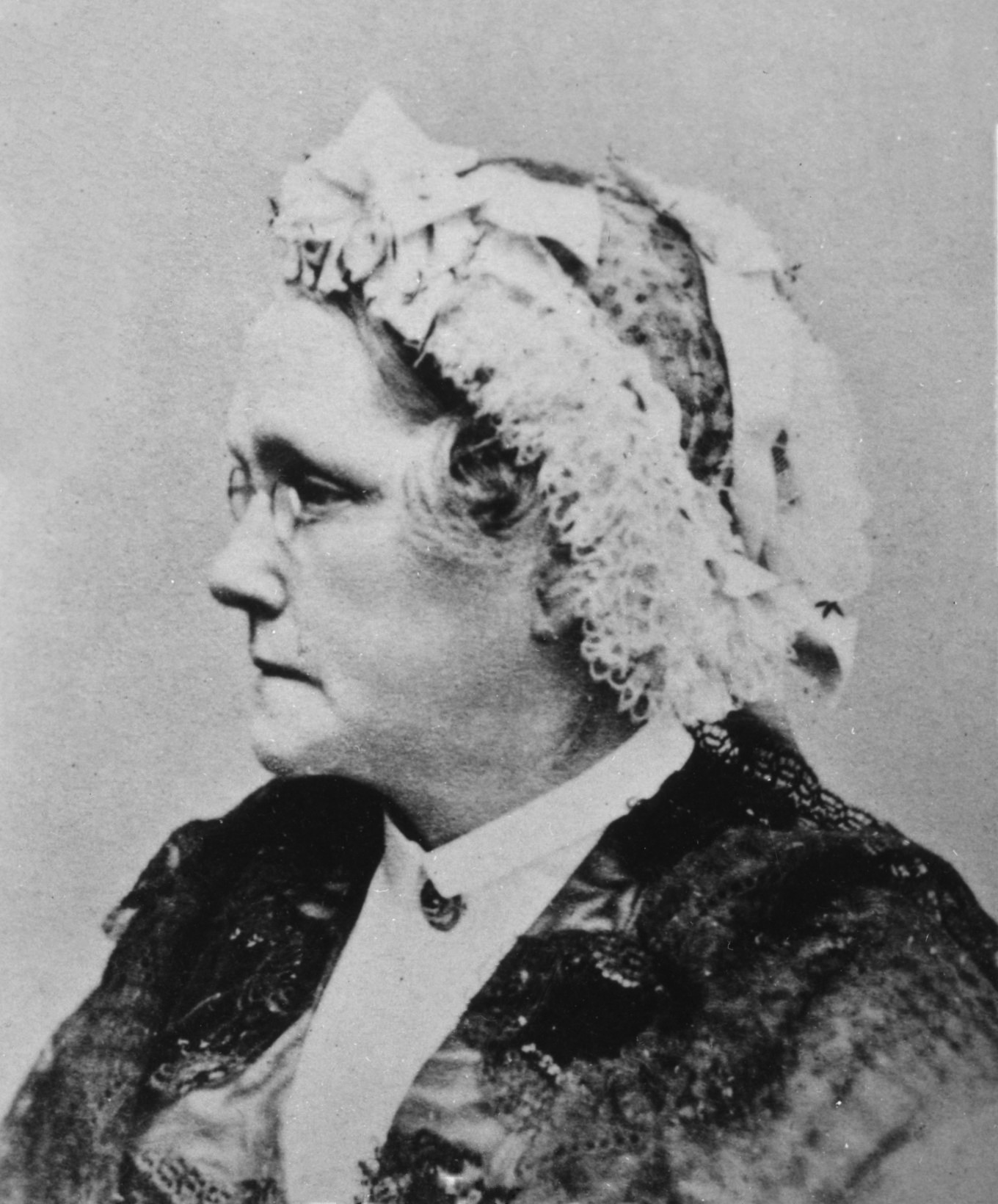
Жена Сара Купер

В 1813 году Купер женился на Саре Купер (Sarah Bedell Cooper, 1793—1869). Из их родившихся шестерых детей, в живых осталось только двое:
- сын Эдвард (англ. Edward Cooper, 1824—1905) — некоторое время занимал пост мэра Нью-Йорка;
- дочь Сара Амелия (англ. Sarah Amelia Cooper Hewitt, 1830—1912) — была замужем за Абрамом Хьюитом (англ. Abram Stevens Hewitt, 1822—1903), американским промышленником и политиком (конгрессмен).

## Память
В его честь были названы колледж Cooper Union; участок жилой застройки в районе Ист-Сайд в Даунтауне боро Манхэттен — Стайвесант-таун — Питер-Купер-Виллидж; одна из школ в городе Ringwood, штат Нью-Джерси; почтовое отделение вокзала Cooper Station в Нью-Йорке; сквер Cooper Square в Манхэттене.
Интересно, что Питер Купер в 1830 году разработал и построил первый американский паровоз Tom Thumb для того, чтобы убедить собственников недавно построенной железной дороги Baltimore and Ohio Railroad использовать в качестве тяги паровую машину.